# Magaajyia Silberfeld

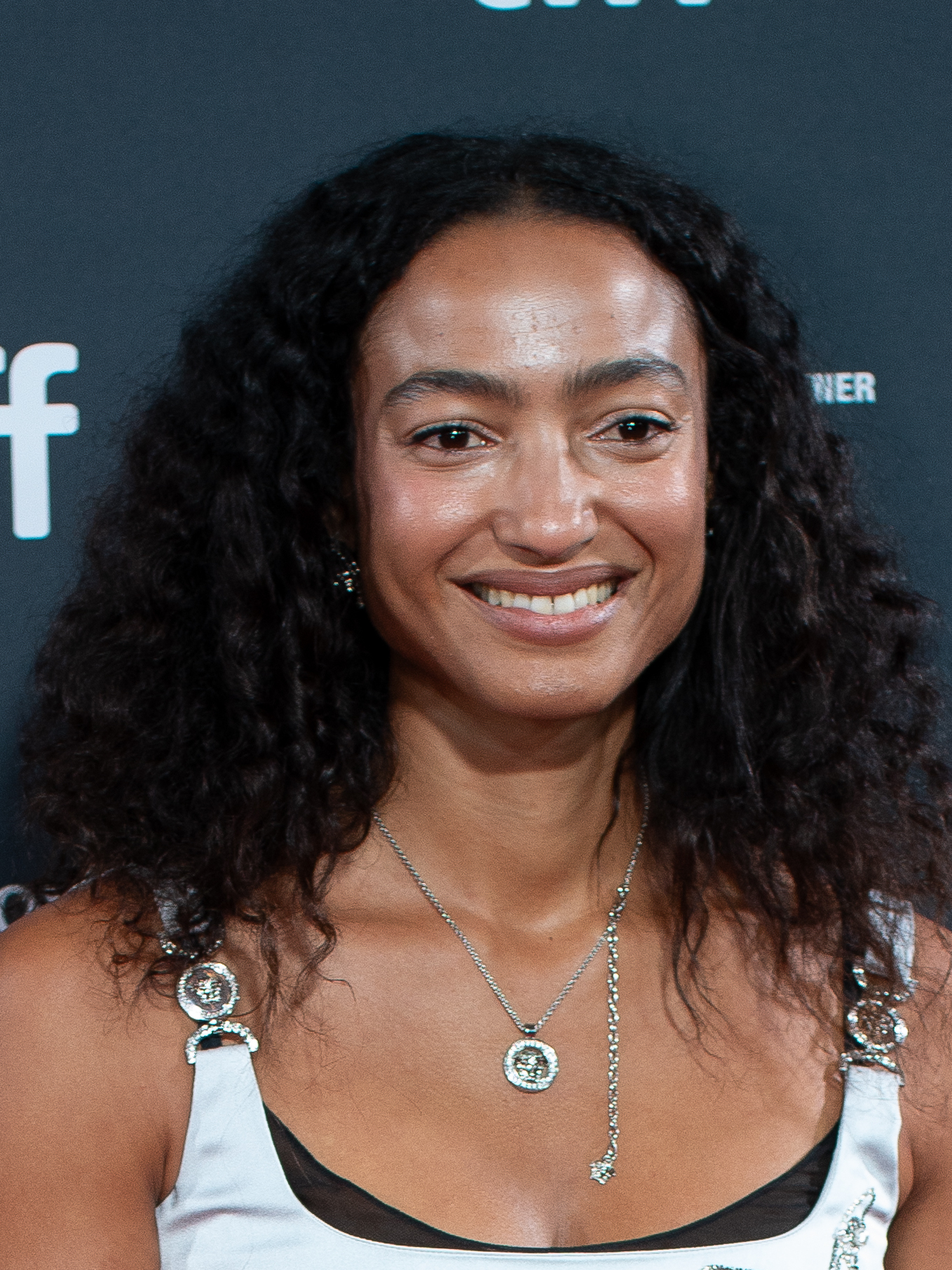
Magaajyia Silberfeld (2024)

Magaajyia Silberfeld (* 30. August 1996 in Paris) ist eine französisch-nigrische Schauspielerin und Regisseurin.

## Leben
Silberfeld wurde 1996 in Paris geboren. Im Alter von elf Jahren begann sie mit der Schauspielerei, 2011 war ihr erster Auftritt im Film La Lisière. Ab 2013 studierte sie Schauspiel am Lee Strasberg Theatre and Film Institute.
Im Alter von 18 Jahren inszenierte sie ihren ersten Kurzfilm Me There und war Co-Regisseurin von Ride or Die.
Außerdem spielte sie in dem von ihrer Mutter Rahmatou Keïta inszenierten und vollständig mit afrikanischen Mitteln finanzierten Film Zin’naariya (internationaler Titel: The Wedding Ring) die Hauptrolle, eine junge Frau namens Tiyaa. Der Film wurde als nigrischer Beitrag für den besten fremdsprachigen Film bei der 91. Oscar-Verleihung ausgewählt.
2017 drehte sie den Kurzfilm Vagabonds mit Danny Glover in der Hauptrolle. Im selben Jahr erwarb sie einen Abschluss in Philosophie an der Universität Paris-Nanterre. Während des Studiums lernte sie nebenbei Englisch.
Im Jahr 2018 wirkte sie mit fünfzehn anderen Autoren an dem bei den Filmfestspielen von Cannes präsentierten Werk Noire n'est pas mon métier mit.
Silberfeld fungierte als Kuratorin beim Internationalen Filmfestival Freiburg 2019, dort wurde unter anderem ein Dokumentarfilm ihrer Mutter über die nigrische Schauspielerin Zalika Souley gezeigt.
Im Jahr 2021 drehte sie im Auftrag von Roland Mouret den Kurzfilm Terma, in dem sie die Hauptrolle spielte. Der Kurzfilm wurde während der London Fashion Week gezeigt.

## Engagement
Silberfeld kritisiert regelmäßig Stereotypen in der Kinobranche, beispielsweise im Rahmen der César-Awards 2021. Man würde ständig „in Schubladen gesteckt“, nicht nur die Hautfarbe, selbst der afrikanische Akzent sei ein Problem bei Castings.

## Filmografie
- 2011: La Lisière (Schauspielerin)
- 2014: Me There (Co-Regisseurin)
- 2015: Ride or Die (Co-Regisseurin)
- 2016: Zin’naariya! (Schauspielerin)
- 2017: Vagabonds (Co-Regisseurin)
- 2023: Salade grecque (Schauspielerin, Fernsehserie, 3 Episoden)
- 2024: The Return (Schauspielerin)
- 2025: Satisfaction (Schauspielerin)

## Publikationen
- Aïssa Maïga, Nadège Beausson-Diagne, Mata Gabin, Maïmouna Gueye, Eye Haïdara, Rachel Khan, Sara Martins, Marie-Philomène Nga, Sabine Pakora, Firmine Richard, Sonia Rolland, Magaajyia Silberfeld, Shirley Souagnon, Assa Sylla, Karidja Touré, France Zobda: Noire n'est pas mon métier, Éditions du Seuil, Paris 2018, ISBN 978-2021401196 (französisch)